# 16 dicembre
Il 16 dicembre è il 350º giorno del calendario gregoriano (il 351º giorno negli anni bisestili). Mancano 15 giorni alla fine dell'anno.

## Eventi
- 533 – L'imperatore Giustiniano I promulga il Digesto con la costituzione Tanta
- 955 – Elezione di papa Giovanni XII
- 1392 – L'imperatore del Giappone Go-Kameyama abdica in favore del pretendente rivale Go-Komatsu, ponendo fine al periodo nanboku-cho, caratterizzato da corti imperiali in competizione
- 1631 – L'eruzione del Vesuvio causa almeno 4000 decessi e una moria di bestiame
- 1653 – Oliver Cromwell diventa Lord protettore di Inghilterra, Scozia e Irlanda
- 1689 – Il Parlamento inglese adotta la Carta dei diritti e Guglielmo III d'Orange firma la Bill of Rights
- 1773 – Il Boston Tea Party fu un atto di protesta di un gruppo di giovani coloni nordamericani, che gettarono in mare le casse di tè trasportate dalle navi al porto di Boston
- 1811 – Primo di una grave serie di terremoti, in prossimità di New Madrid (Missouri)
- 1838 – I Boeri sconfiggono le truppe Zulu guidate da Dambuza e Nhlela nella battaglia di Blood River
- 1850 – Arrivano a Lyttelton le prime quattro navi di coloni che fonderanno Christchurch in Nuova Zelanda
- 1857 – Un funesto terremoto si abbatté sulla Val d'Agri e sul Vallo di Diano mietendo migliaia di vittime, radendo al suolo Montemurro (PZ) e danneggiando pesantemente tutti i comuni delle due zone
- 1864 – Le truppe unioniste del generale George Thomas sconfiggono i confederati nella battaglia di Nashville
- 1893 – Alla Carnegie Hall di New York prima della Sinfonia dal nuovo mondo di Antonín Dvořák
- 1910 – Henri Coandă compie il primo breve volo con un aereo dotato di motore jet
- 1920 – Violento sisma di magnitudo Richter 8,5 nella provincia di Ningxia (Cina), 235.000 le vittime stimate
- 1922 – Polonia: il primo presidente polacco Gabriel Narutowicz viene assassinato
- 1940
  - Seconda guerra mondiale: le truppe britanniche arrivano a Sollum, Nordafrica
  - Seconda guerra mondiale: primo bombardamento a tappeto da parte della Royal Air Force sulla cittadina tedesca di Mannheim
- 1941 – Seconda guerra mondiale: le forze imperiali giapponesi occupano Miri nel Sarawak (Malaysia)
- 1942
  - Heinrich Himmler ordina che anche gli zingari vengano condotti nei campi di concentramento nazisti
  - Operazione Piccolo Saturno: sotto la pressione di una massiccia offensiva sovietica, inizia la ritirata dell'8ª Armata italiana dall'Unione Sovietica
- 1943 – Si conclude la battaglia di Montelungo
- 1944
  - Con l'attacco di tre armate tedesche inizia la battaglia delle Ardenne
  - Un missile V2 colpisce il Cinema "Rex" ad Anversa, uccidendo 567 persone
- 1946 – Léon Blum diventa primo ministro di Francia
- 1962 – John Paul Scott e Gerald "Darl" Parker evadono da Alcatraz, ultima fuga registrata dall'omonimo penitenziario
- 1965 – Lanciata la sonda Pioneer 6, per studiare il campo magnetico solare
- 1968 – Il Governo spagnolo revoca simbolicamente, su indicazione del Concilio Vaticano II, l'Edicto de Granada, anche noto come Decreto de la Alhambra
- 1971
  - L'indipendenza del Bahrein viene riconosciuta dal Regno Unito
  - Il Pakistan si arrende, portando alla fondazione del Bangladesh (ex Pakistan orientale) il giorno seguente
- 1973 – O.J. Simpson diventa il primo giocatore della NFL a correre per 2.000 iarde in una stagione
- 1984 – Lanciata la sonda sovietica Vega 1, con il doppio obiettivo di Venere e Cometa di Halley
- 1985 – A New York i boss della mafia Paul Castellano e Thomas Bilotti vengono uccisi all'uscita di un ristorante, rendendo l'organizzatore dell'assassinio, John Gotti, capo della potente Famiglia Gambino
- 1986 - Scoppio della Guerra delle Toyota tra Libia e Ciad
- 1989 – A Timișoara inizia la rivoluzione romena del 1989, come protesta contro il tentativo del governo di espellere il sacerdote riformato dissidente, László Tőkés
- 1990 – Jean-Bertrand Aristide viene eletto presidente di Haiti
- 1991
  - Il Kazakistan diventa l'ultima repubblica a dichiarare la sua indipendenza dall'Unione Sovietica
  - L'ONU annulla la decisione secondo cui il Sionismo equivale al razzismo
- 1998 – Operazione Desert Fox: statunitensi e britannici iniziano a bombardare obbiettivi iracheni, dopo che l'Iraq ha ostacolato l'operato degli ispettori ONU
- 1999
  - Un fiume di fango provoca migliaia di vittime in Venezuela
  - Première del film Fantasia 2000, 38º Classico Disney, alla Carnegie Hall di New York con accompagnamento dal vivo della Philharmonia Orchestra diretta da James Levine; l'uscita ufficiale nelle sale cinematografiche statunitensi avverrà l'anno successivo, il 1º gennaio in formato IMAX e il 16 giugno in formato tradizionale
- 2006 – Rissa furibonda con pugni e calci in NBA al Madison Square Garden di New York, dove si affrontavano i New York Knicks ed i Denver Nuggets; nell'occasione vennero espulsi 10 giocatori, tra cui anche il campione dei Nuggets Carmelo Anthony
- 2007 – Il Milan vince la Coppa del Mondo per club FIFA superando in finale a Yokohama il Boca Juniors per 4-2
- 2008
  - USA: la Federal Reserve azzera per la prima volta nella storia il tasso di sconto
  - Italia: durante l'Operazione Perseo dei Carabinieri vengono arrestati oltre 90 mafiosi, imputati di voler riformare la Cupola
- 2014 – In una scuola del Pakistan i talebani assassinano circa 130 minori

## Nati
Ci sono circa 1 070 voci su persone nate il 16 dicembre; vedi la pagina Nati il 16 dicembre per un elenco descrittivo o la categoria Nati il 16 dicembre per un indice alfabetico.

## Morti
Ci sono circa 500 voci su persone morte il 16 dicembre; vedi la pagina Morti il 16 dicembre per un elenco descrittivo o la categoria Morti il 16 dicembre per un indice alfabetico.

## Feste e ricorrenze

### Civili
Nazionali:
- Bahrein - Festa nazionale
- Bangladesh - Giorno della vittoria
- Kazakistan - Giorno dell'indipendenza
- Nepal - Giorno della costituzione
- Sudafrica - Giorno della riconciliazione
- Italia - Giornata nazionale dello spazio

### Religiose
Cristianesimo:
- Madonna della Madia
- Sant'Adelaide, imperatrice
- Sant'Adelardo di Cysoing, monaco
- Sant'Adone di Vienne, vescovo
- Sant'Aggeo, profeta
- Sant'Albina di Cesarea, martire
- Sant'Eberardo del Friuli, confessore
- San Macario di Collesano, monaco
- Sante Martiri d'Africa
- Beato Clemente Marchisio, sacerdote, fondatore delle Figlie di San Giuseppe di Rivalba
- Beato Domenico Dosso, mercedario
- Beata Elisabetta di San Francesco, clarissa
- Beato Filippo Siphong Onphitak, protomartire della Thailandia
- Beati Giacomo e Adolfo, martiri mercedari
- Beata Maria degli Angeli Fontanella, carmelitana scalza
- Beato Onorato da Biała (Onorato Kazminski), cappuccino
- Beato Sebastiano Maggi, sacerdote

Religione romana antica e moderna:
- Ludi Lancionici, quinto giorno